# Бишево (Колобжезький повіт)
Бишево (пол. Byszewo, нім. Büssow) — село в Польщі, у гміні Семишль Колобжезького повіту Західнопоморського воєводства.
Населення — 132 особи (2011).

## Демографія
Демографічна структура станом на 31 березня 2011 року:
|          | Загалом | Допрацездатний вік | Працездатний вік | Постпрацездатний вік |
| -------- | ------- | ------------------ | ---------------- | -------------------- |
| Чоловіки | 66      | 15                 | 47               | 4                    |
| Жінки    | 66      | 17                 | 34               | 15                   |
| Разом    | 132     | 32                 | 81               | 19                   |